# Valia Santella
Valia Santella (Napoli, 24 maggio 1965) è una sceneggiatrice e regista italiana, vincitrice di un Nastro d'argento alla migliore sceneggiatura, un premio Flaiano per la sceneggiatura, due David di Donatello per la migliore sceneggiatura originale e un David di Donatello per la migliore sceneggiatura non originale.

## Biografia
È figlia di Maria Luisa Santella. Prima assistente e poi regista teatrale, nel 1990 è stata seconda regista di alcuni grandi professionisti italiani. La sua carriera negli anni è diventata essenzialmente quella di sceneggiatrice e scrittrice per il cinema.

## Filmografia

### Regista
- Te lo leggo negli occhi (2004)
- Prima di Noi, regia con Daniele Luchetti (2023)

### Sceneggiatrice
- Te lo leggo negli occhi, regia di Valia Santella (2004)
- Miele, regia di Valeria Golino (2013)
- Io rom romantica, regia di Laura Halilovic (2014)
- Mia madre, regia di Nanni Moretti (2015)
- Pericle il nero, regia di Stefano Mordini (2016)
- Fai bei sogni, regia di Marco Bellocchio (2016)
- Napoli velata, regia di Ferzan Özpetek (2017)
- Euforia, regia di Valeria Golino (2018)
- Il traditore, regia di Marco Bellocchio (2019)
- Ariaferma, regia di Leonardo Di Costanzo (2021)
- Tre piani, regia di Nanni Moretti (2021)
- La sposa, regia di Giacomo Campiotti – miniserie TV (2022)
- Il sol dell'avvenire, regia di Nanni Moretti (2023)
- L'arte della gioia, regia di Valeria Golino – miniserie TV (2024)
- Elisa, regia di Leonardo Di Costanzo (2025)

## Riconoscimenti
- David di Donatello
  - 2020 – Migliore sceneggiatura originale per Il traditore[2]
  - 2022 – Migliore sceneggiatura originale per Ariaferma[3]
  - 2024 - Candidatura alla migliore sceneggiatura originale per Il sol dell'avvenire
  - 2025 – Migliore sceneggiatura non originale per L'arte della gioia

- Nastro d'argento
  - 2019 – Migliore sceneggiatura per Il traditore[1]

- Premio Flaiano
  - 2022 – Migliore sceneggiatura per Ariaferma